# Xã Ontonagon, Michigan
Xã Ontonagon (tiếng Anh: Ontonagon Township) là một xã thuộc quận Ontonagon, tiểu bang Michigan, Hoa Kỳ. Năm 2010, dân số của xã này là 2.579 người.